# Union-Brikett

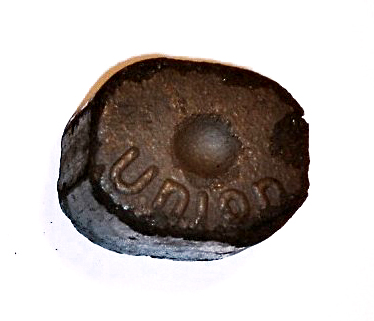
Ein 3-Zöller-Union-Brikett

Union-Briketts waren Briketts aus Braunkohle, gefördert im Rheinischen Braunkohlerevier in der Kölner Bucht.

## Geschichte
Der industrielle Abbau der Braunkohle in der Ville begann in der zweiten Hälfte des 19. Jahrhunderts. Das Bergamt in Köln teilte jeweils nur kleinere Reviere zu, die sich in der Folgezeit in der Vermarktung der Briketts gegenseitig starke Konkurrenz machten. Eine der ältesten Braunkohlegruben und Brikettfabriken war die Donatusgrube bei Brühl.
Ende 1899 schlossen sich die damals 19 rheinischen Brikettwerke, die etwa zwei Drittel der deutschen Produktion repräsentierten, zum Verkaufsverein der Rheinischen Braunkohlen-Brikettwerke zusammen, der ab 1. April 1900 Briketts unter dem Namen Union verkaufte. Bis zum 1. April 1904 verkauften einzelne Unternehmen ihre Produkte aber noch unter den eingeführten Marken wie zum Beispiel Donatus-Brikett weiter. Das Jahr 1904 gilt somit als das Geburtsjahr der einheitlichen Marke Union-Brikett.

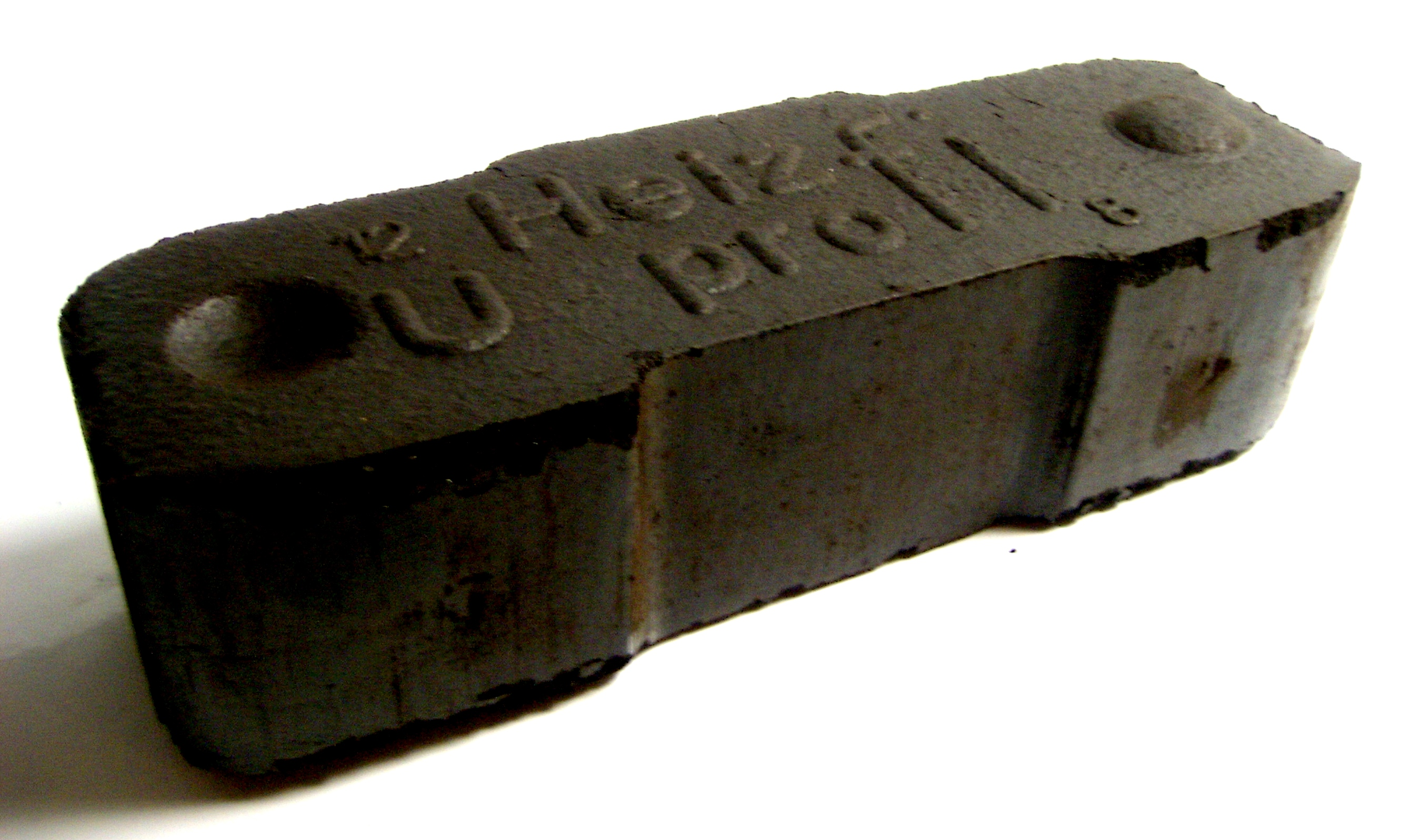
7-Zöller, Stapelform
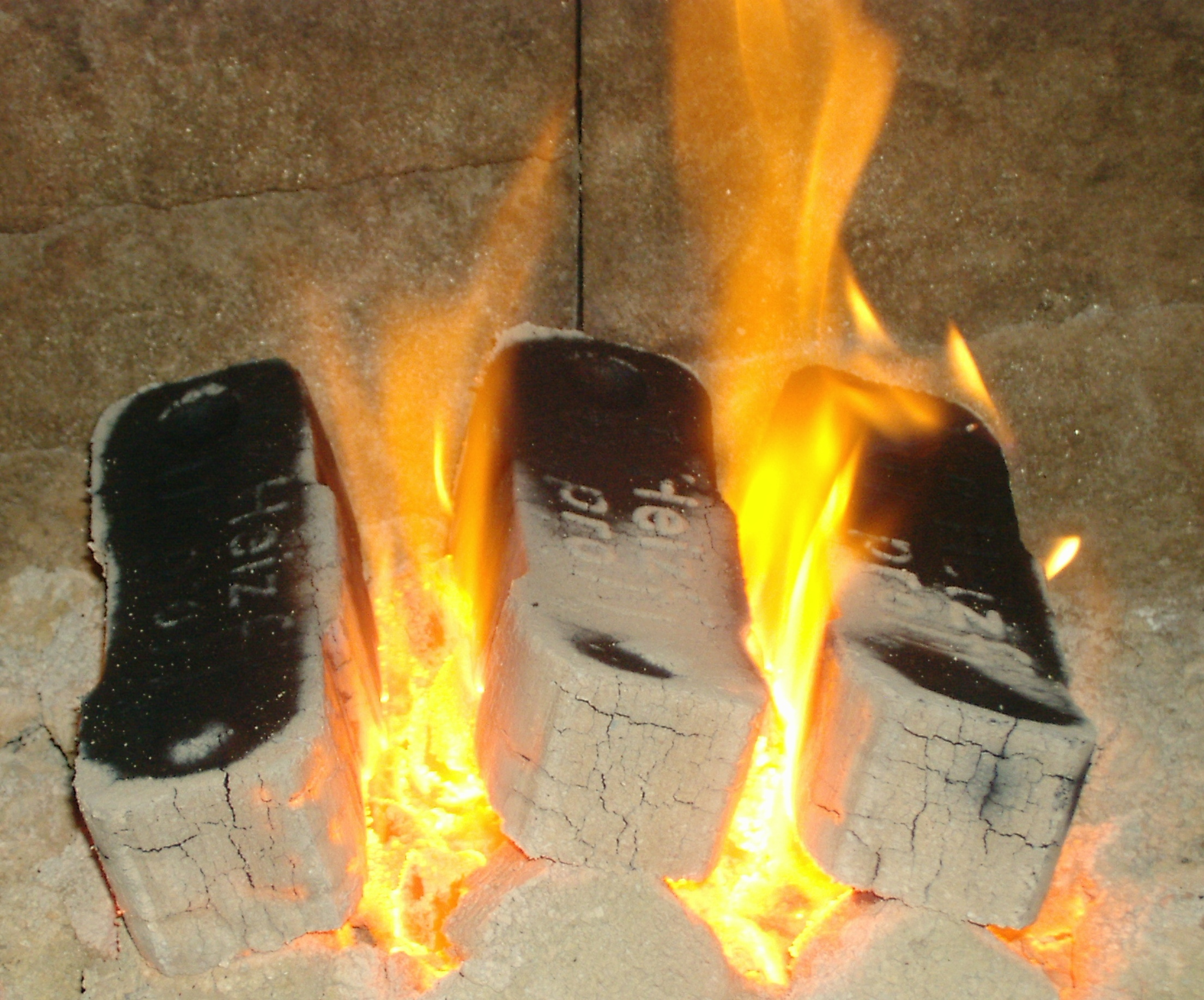
Im Kaminofen
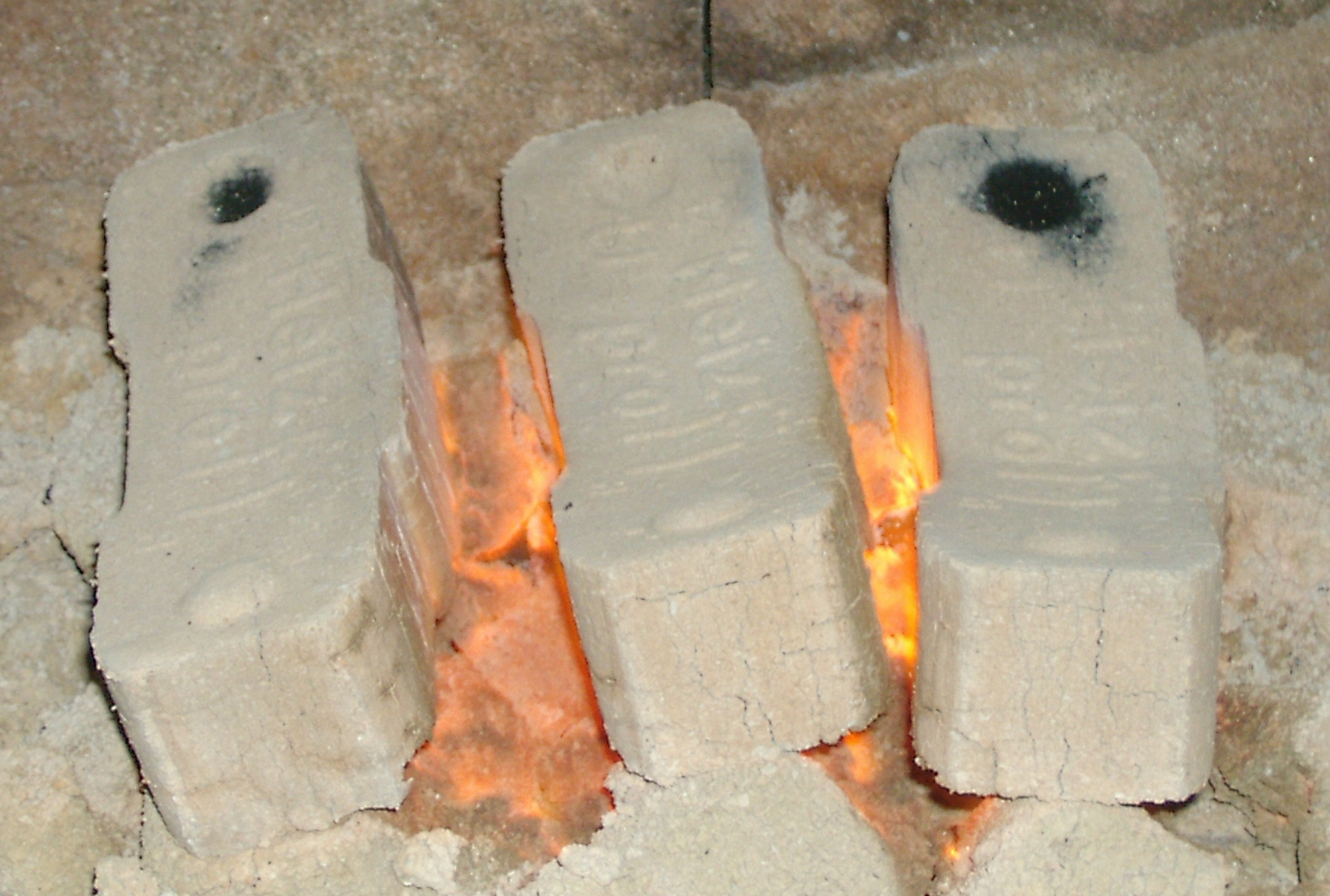
Aschenoberfläche
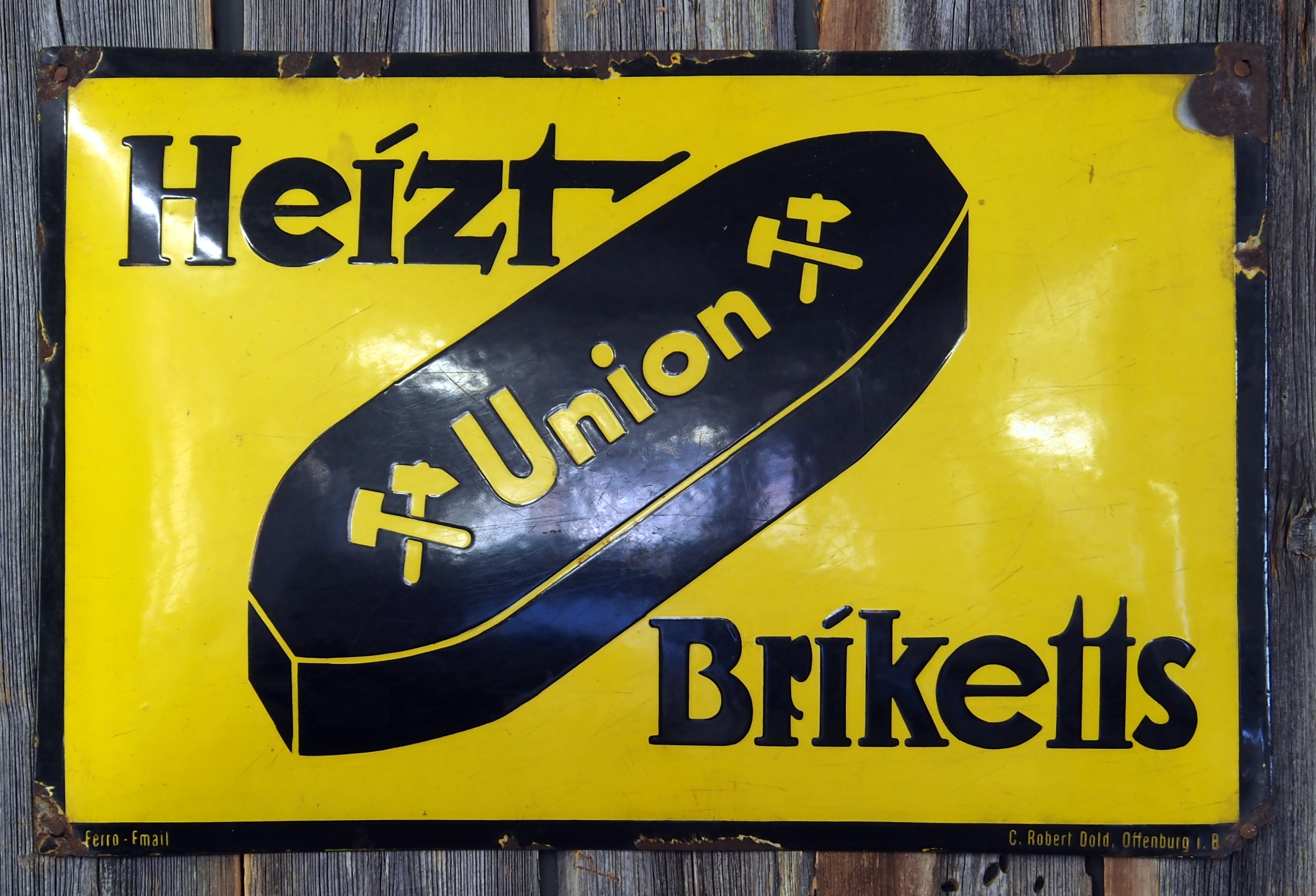
Werbeschild aus Emaille
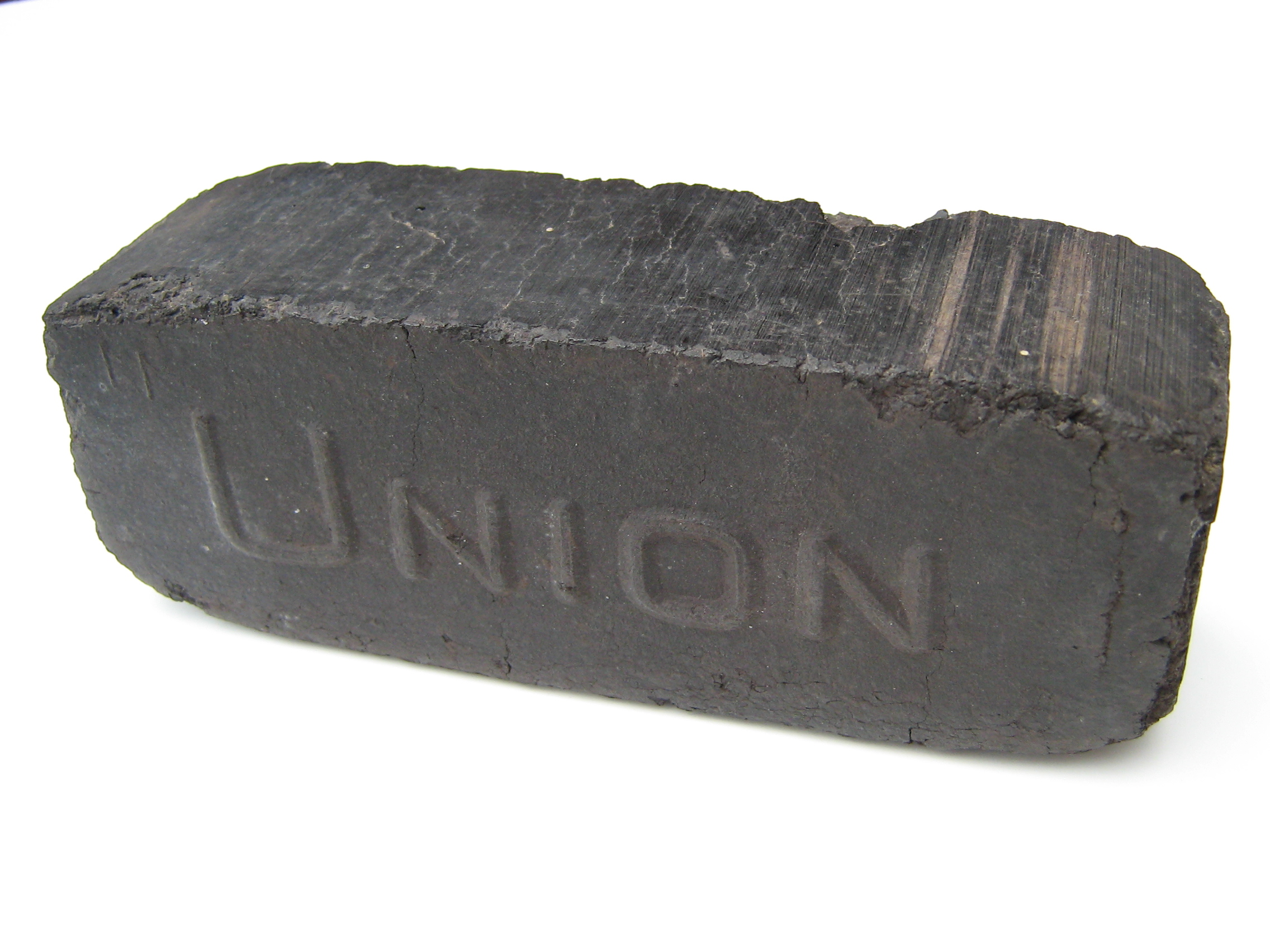
Traditionell Union

Ende 2022 wurden im Kohleveredlungsbetrieb Frechen im Rheinland die letzten Briketts gepresst. Im Jahr 2003 wurden von der Rheinbraun Brennstoff GmbH in Köln, einer Tochter der RWE Power, etwa eine halbe Million Tonnen Briketts verkauft. Da es die traditionellen Kohlenhändler fast nicht mehr gibt, werden die Briketts für den Haus- oder Kaminbrand gebündelt in Baumärkten oder über Raiffeisen-Genossenschaften vertrieben. Seit 2004 wurde die Marke Heizprofi benutzt, die auch auf die 7-Zöller geprägt wurde. Der Markenname Union war nur noch durch ein U vertreten (L steht für Lausitz). Die traditionelle Marke Union wurde zwischenzeitlich wiederbelebt.
Die letzten 7-Zöller wurden seit 2001 nur noch gebündelt abgegeben. Die spezielle Form trug dem Rechnung.

## Einheitliche Standards
Seit 1900 galten einheitliche Qualitätsstandards für das Produkt. Es gab das 6-Zoll-Ganzstein-Brikett mit ca. 18 cm Länge und 6 cm Breite und das 3-Zoll-Halbstein-Brikett in einer abgerundeten quadratischen Form (im Lausitzer Revier auch 4 Zoll).

## Klimawandel
Braunkohlebriketts weisen laut Berechnung des Umweltbundesamtes Berlin einen spezifischen CO2-Emissionsfaktor von 98 g CO2/MJ bei 19,5 MJ/kg Braunkohlenbriketts. Das entspricht Emissionen in Höhe von 1911 g CO2/kg Brennstoff und 47,8 kg CO2 für ein handelsübliches 25-kg-Paket.

## Ähnliche Produkte
- Das Rekord-Brikett ist das Pendant des Lausitzer Braunkohlereviers.